# Айн (библейское поселение)
Айн (/ˈeɪjɪn/; от др.-евр. עין‬ «источник, родник, ключ») — древний левитский город на территории колена Иуды. Один из 13 городов коэнов, перечисленных в Книге Иисуса Навина (Нав. 21:13—21) и как один из городов более широкой подгруппы 48 городов левитов.

## История
Аин упоминается в Библии в Книге Иисуса Навина как:
- город, выделенный колену Иуды (Нав. 15:32)
- деревня, выделенная колену Симеона, территория которого находилась в пределах земли, выделенной колену Иуды (Нав. 19:7).

Айн — один из самых южных городов Иудеи, расположенный у побережья Мертвого моря в Эдоме, на границе Негева между Шилимом и Римоном.
Города Айн и Римон упоминаются как отдельно (Нав. 15:32, Нав. 19:7 и 1Пар. 4:32), так и как один город Ен-Риммон = «источник граната» (Неем. 11:29). Римон отождествляется с Ум-эр-Румамином, находящимся примерно в 13 милях к юго-западу от Хеврона. Захария описывает Риммон, как город «к югу от Иерусалима», чтобы отличить его от других Риммонов; и использует его в сочетании с Гебой для описания широтного охвата царства Иудеи (Зах. 14:10).